# پیناکل فودز
پیناکل فودز (انگلیسی: Pinnacle Foods) شرکت صنایع غذایی آمریکایی است، که در سال ۲۰۰۷ تأسیس شد.